# Glenoleon falsus
Glenoleon falsus is een insect uit de familie van de mierenleeuwen (Myrmeleontidae), die tot de orde netvleugeligen (Neuroptera) behoort. 
Glenoleon falsus is voor het eerst wetenschappelijk beschreven door Walker in 1853.